# Board Japan
Board Japan（ボード・ジャパン）は、スイス・キアッソとアメリカ合衆国・ボストンに本社を置くBoard Internationalの日本法人。2012年に日本法人を開設。
EPM（エンタープライズ・パフォーマンス・マネジメント）ソフトウェアを提供するベンダー。社名と同じ「Board」というソリューション名。
ソリューションの特徴は、BI（ビジネスインテリジェンス）とEPMを一つのプラットフォームで実現している点、BIに入力と更新ができる点である。ERPのデータを取り込みダッシュボードで可視化しながら、同時に、将来予測・見込みのシミュレーションを同一のプラットフォーム上で操作できるため、従来のようにBIで集めたデータをExcelへ落として複数の部門ごとに作業、集計するなどの業務の必要がなくなるため、働き方改革に向けた業務効率化にも役立つと考えられる。
Boardには、「予算入力機能」、「ワークフロー機能」、「CSVや他システムとの実績データ連携機能」、「予実分析機能」など一般的に予算管理システムで必要とされる機能を備えているだけでなく、ダッシュボード等のBI機能、予測機能も一つの製品に備えている点が特徴。
ITツールであるが、プログラミングが要らないため、ユーザ部門の利便性を考慮したものとなっている。
グローバルでは様々な業種業態の3,000社を超える導入実績がある。